# Hundhaupten
Hundhaupten är en kommun och ort i Landkreis Greiz i förbundslandet Thüringen i Tyskland.
Kommunen ingår i förvaltningsgemenskapen Münchenbernsdorf tillsammans med kommunerna Bocka, Lederhose, Lindenkreuz, Münchenbernsdorf, Saara, Schwarzbach och Zedlitz.